# Hugo Batalla Parentini
Hugo Félix Batalla [Battaglia] Parentini (11 de juliol de 1926 – † 3 d'octubre de 1998) fou un advocat i polític uruguaià. Va ser vicepresident de l'Uruguai des de 1995 fins a la seva mort, el 1998, amb el president Julio María Sanguinetti Coirolo.
Fill d'un immigrant italià de cognom Battaglia; en anar a inscriure'l, va pronunciar el cognom en veu alta, i l'oficial del Registre Civil el va anotar "Batalla". Casat amb Hilda Flores, va tenir una filla, Laura, i dos nets.
Va ser legislador en diverses oportunitats. Va pertànyer en la seva joventut al Partit Colorado i va arribar a presidir la Cambra de Diputats el 1969. Posteriorment, es va allunyar de l'esmentat partit junt amb Zelmar Michelini, amb qui van formar un nou grup que després es va integrar al Front Ampli.
Durant l'època de la dictadura militar (1973-1985) va ser advocat defensor de polítics i altres persones preses pel govern de facto, entre els quals es va destacar Líber Seregni. Va integrar posteriorment el Partido por el Gobierno del Pueblo (PGP).
Entre 1985 i 1995 va ser senador, primer pel Front Ampli i després pel PGP (integrat al Nou Espai). Per a les eleccions de 1994 va deixar al PGP i va tornar al Partit Colorado, pel qual va ser elegit vicepresident, càrrec en el qual es trobava a la seva mort el 1998.
Batalla va ser, a més, president de l'Asociación Uruguaya de Fútbol (1992-1993) i de la CONMEBOL (1993).

## Honors
- Orde Nacional del Mèrit de França
- Orde Nacional de la Legió d'Honor de França